# Philanthropin (Frankenthal/Pfalz)
Das im Jahre 1780 gegründete Philanthropin für Frauenzimmer protestantischer Religion in Frankenthal (Pfalz) geht auf die Ideen des Philanthropismus zurück.

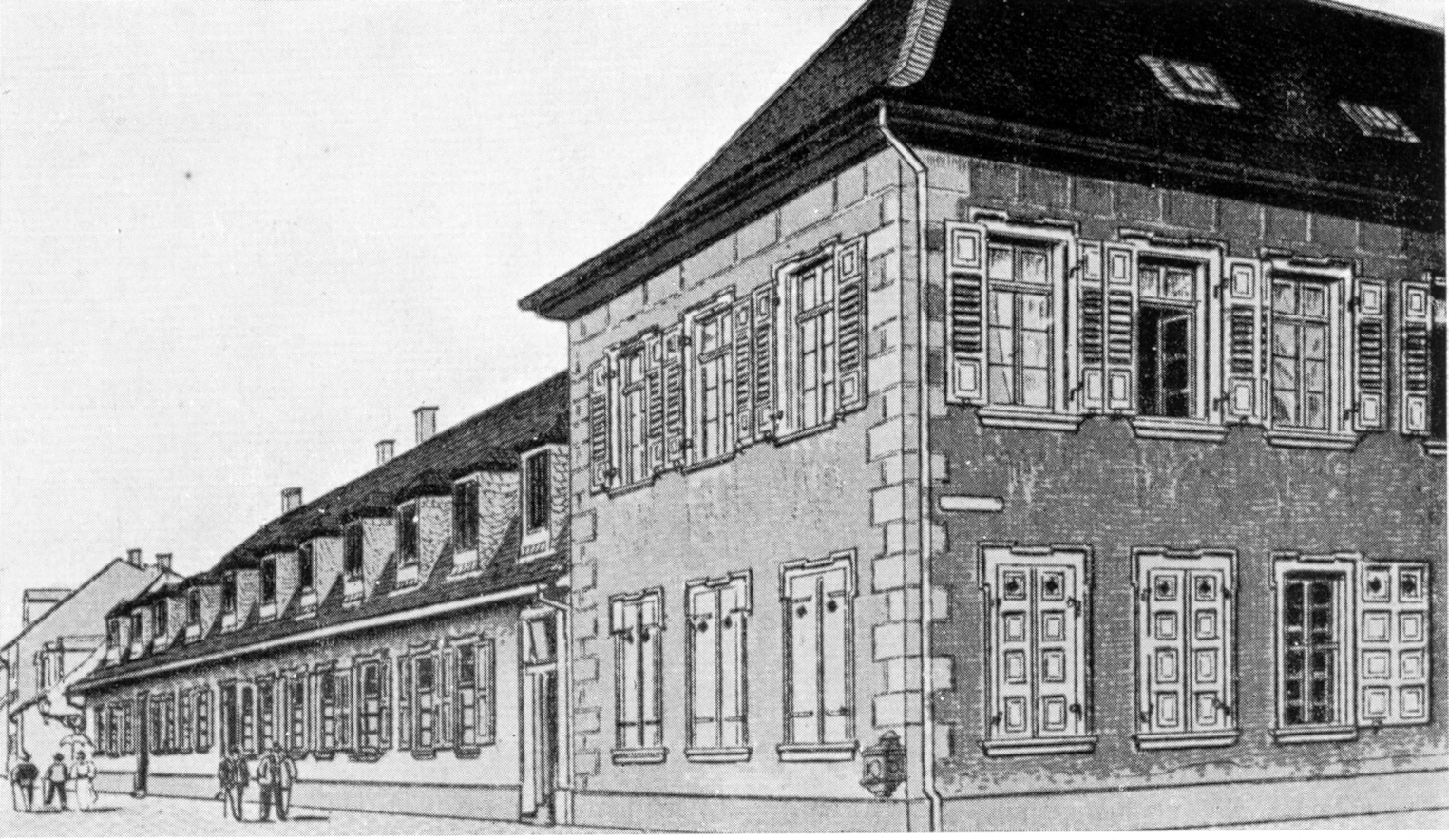
Das Gebäude des Frankenthaler Philanthropins

Anders als das Philanthropinum Dessau, das auf den Ideen von Basedow und Campe beruhte und eine Bildungsanstalt für Jungen war, handelt es sich beim Philanthropin in Frankenthal um eine höhere Bildungsanstalt für Mädchen.

## Geschichte
Mit Unterstützung des Geheimrats Joseph Fontanesi und Erlaubnis der kurfürstlich-pfälzischen Regierung gründete Louise L’Écuyer aus Neuchâtel Anfang 1780 ein Bildungsinstitut für Mädchen protestantischer Religion in Frankenthal. Dieses Erziehungshaus wurde ab August 1780 als „Philanthropin“ bezeichnet. Im Alltag mögen die Frankenthaler vom „Philanthropin“ gesprochen haben. Dagegen ist in den Akten und Kirchenbüchern durchgängig vom „Erziehungshaus für junge Frauenzimmer“ bzw. vom „Maison d’Éducation des jeunes Dames“ die Rede. Gewiss war das „Philanthropin“ des Karl Friedrich Barth, das zwischen 1777 und 1779 im 16 Kilometer weiter westlich gelegenen Heidesheim bestand, auch dank seiner zahlreichen Verbindungen nach Frankenthal vor Ort stadtbekannt. Und vielleicht wollte man sich mit der weltläufigen Bezeichnung Anschluss an die neueste pädagogische Entwicklung suchen.
Nachdem die Gründerin der Schule am 23. Dezember 1781 verstorben war, wurden im Jahre 1782 die ebenfalls aus Neuchâtel stammenden Esther de Gélieu und Rose-Marguerite Moisonnier von der kurpfälzischen Regierung zu neuen Leiterinnen der Schule berufen, wobei die pädagogische Leitung Esther de Gélieu oblag. Im November 1782 erkannte der pfälzische Kurfürst Karl Theodor, auf Antrag Joseph Fontanesis, das Institut als staatliche Anstalt an. Das Frankenthaler Philanthropin ist deshalb als erste staatliche Höhere Mädchenschule in Deutschland anzusehen. Im Zusammenhang mit einem Streit über die Prinzipien der Erziehung gaben beide Damen die Leitung der Schule Ende März 1786 auf.
Am 1. April 1786 trat Marie Anne Élisabeth Bertrand (1752–1832) ihre Stelle als Directrice in Frankenthal an. Es heißt von ihr, sie habe zuvor das Angebot, als Gouvernante am englischen Königshof tätig zu werden, abgelehnt. Bertrand entstammte einer Patrizierfamilie in Neuchâtel und war die Tochter des Geographen und Bannerherrn Frédéric Samuel Ostervald (1713–1795). Sie war die Witwe des Jean-Élie Bertrand (1713–1779), einem reformierten Pastor und Gymnasiallehrer. Dieser hatte mit ihrem Vater, dem Buchhändler Samuel Fauche und Jonas Pierre Berthoud die „Société typographique de Neuchâtel“ (heute zumeist STN abgekürzt) gegründet.  Sie leistete als (Nach-/Raub-)Druckerei einen wesentlichen Beitrag zur preisgünstigen Veröffentlichung und Verbreitung bedeutender Werke der französischen Aufklärung, darunter des ersten Teils der Confessions von Jean-Jacques Rousseau. Im Herbst 1787 nimmt Louis Sebastien Mercier am Unterricht teil. Unter ihr öffnete sich die Lehranstalt auch für katholische Schülerinnen. Auch die Tochter Bertrands, Henriette (1775–1803), später verh. mit Lambert de St. Julien (1754–1837) und Mutter des Komponisten Heinrich von Saint-Julien, unterrichtete an dem Institut.
Auf Vermittlung Joseph Fontanesis wirkte hier als Musikmeister Giuseppe Bonasegla († 1820), ein italienischer Sänger bzw. Musiker, der später als Cellist dem Mannheimer Orchester angehörte, das aus der ehemaligen kurfürstlichen Hofkapelle hervorgegangen war. Seine Enkelin Henriette Spitzeder (1800–1828) wurde eine berühmte Opernsängerin.
Zeichenmeister war der ortsansässige Porzellanmaler Bernhard Magnus († 1798).
Nachdem im Rahmen der Ersten Koalitionskrieges die linksrheinischen Gebiete der Kurpfalz unter französische Herrschaft fielen, versuchte Frau Bertrand noch für einige Zeit, den Betrieb der Schule auf rechtsrheinischem Gebiet aufrechtzuerhalten. Trotz aller Widrigkeiten der Zeit versuchte Mme Bertrand, die Übernahme der Schule durch die französischen Behörden zu erreichen. Das Vermögen der Schule, insbesondere die Schulbibliothek, wurde von der Verwaltung des Département du Mont-Tonnerre (Donnersberg) beschlagnahmt und schließlich versteigert.
Heute versteht sich das Karolinen-Gymnasium in Frankenthal als Nachfolger des Philanthropins.